# Глобальне потепління
Глоба́льне потеплі́ння — поступове підвищення температури поверхні Землі та океану, яке триває понад століття, в період з 1850 по 2025 рік.
Підвищення глобальної температури не пояснюється змінами сонячної активності, яка за минулі 3 століття є відносно стабільною; тоді як зміна концентрації в атмосфері парникових газів, які викликають парниковий ефект, достовірно відповідає підвищенню глобальної температури. Науковий консенсус стосовно зміни клімату (97–99.9%) полягає в тому, що саме людська діяльність, насамперед викиди парникових газів, є основною причиною глобального потепління і зміни клімату.
Липень 2023 року став найспекотнішим місяцем за весь час метеорологічних спостережень, — про це заявив генеральний секретар ООН Антоніу Гутерреш. Він додав, що «Зміна клімату очевидна. Це жахливо. І це лише початок. Епоха глобального потепління — закінчилася, настала епоха глобального кипіння», — сказав він. Липень 2024 року став ще спекотнішим.
Глобальне потепління та зміна клімату – це глобальні виклики, які вимагають міжнародної співпраці, а також дій на місцевому рівні, спрямованих на декарбонізацію й зменшення викидів інших парникових газів, та адаптацію до глобальної зміни клімату. Уряди, бізнес, громади та окремі громадяни відіграють важливу роль у подоланні причин та наслідків глобального потепління з головною метою – забезпечити стале та придатне для життя майбутнє для всіх.

## Загальна характеристика

Понад 97 % дослідників клімату вважають: саме діяльність людини призвела до глобального потепління.

Для дослідження причин і наслідків глобального потепління клімату керівники Програми ООН з навколишнього середовища (United Nations Environmental Program — UNEP) та Всесвітньої метеорологічної організації (World Meteorological Organization — WMO) створили Міжурядову панель зі зміни клімату (The Intergovernmental Panel on Climate Change — IPCC) та організували Міжнародну групу експертів зі зміни клімату (МГЕЗК). Дослідження причин змін клімату в різних природно-географічних зонах проводив колектив зі 130 досвідчених метеорологів, а екологічні наслідки аналізували понад 400 вчених. За ці дослідження науковці МГЕЗК у 2007 р. одержали Нобелівську премію миру. До ООН було подано наукову доповідь МГЕЗК «Зміна клімату — 2007», в якій зроблено висновок, що зміна клімату і глобальне потепління — неспростовна реальність: зростання становить за останні сто років 0,74{\displaystyle \pm } 0,18 °C
9 серпня 2021 року МГЕЗК оприлюднила шостий звіт — про кліматичні зміни за станом на 2021 рік і майбутні ризики для людства на найближче сторіччя. Повний документ налічує майже 4 тис. сторінок, містить детальні прогнози для різних регіонів Землі і є продуктом кропіткої роботи кращих кліматологів і інших учених з різних країн.
На сьогодні переважна більшість науковців вважає, що причиною глобального потепління є діяльність людини. Також треба розуміти, що потепління — це загальна усереднена тенденція: зміна температур відбувається нерівномірно залежно від сезону та місцевості. Більше того, інколи в деякі сезони клімат навіть стає холоднішим. Наприклад, зміна клімату в Україні позначилась на значному рості температури у зимовий період, ніж в літній.
В 2023 році, вчені опублікували новий великий кліматичний Звіт, у якому говориться, що з усіх континентів Землі, саме Європа нагрівається вдвічі швидше за інші. Дані дослідження свідчать про те, що починаючи з 1980-х років, температура тут підвищилася на 1,2 °C.
Наукова думка, висловлена Міждержавною групою експертів зі зміни клімату (МГЕЗК) ООН, і безпосередньо підтримана національними академіями наук країн «Великої сімки», полягає в тому, що середня температура на Землі піднялася на 0,7 °C від часів початку промислової революції (з другої половини XVIII століття), і що «велика частка потепління, яке спостерігалося в останні 50 років, викликана діяльністю людини» в першу чергу викидом газів, котрі викликають парниковий ефект, таких як вуглекислий газ (CO2) і метан (CH4). Оцінки, отримані по кліматичних моделях, на які посилається МГЕЗК, кажуть, що в XXI столітті середня температура поверхні Землі може підвищитися на величину від 1,1 до 6,4 °C. В окремих регіонах температура може небагато знизитися.
Танення льоду, насамперед в Антарктиці, спричинило на 2018 рік підвищення рівня світового океану на 7,6 міліметра з 1992 року, 3 міліметри зростання припали на період з 2013 до 2018.
Крім підвищення рівня Світового океану, підвищення глобальної температури також призведе до змін в кількості і розподілі атмосферних опадів. У підсумку можуть почастішати природні катаклізми, такі як повені, посухи, буревії та інші, знизиться врожай сільськогосподарських культур на постраждалих територіях і підвищиться — в інших зонах (за рахунок збільшення концентрації вуглекислого газу). Потепління продовжиться й, імовірно, збільшить частоту і розміри таких явищ.
Потепління клімату може призвести до зміщення ареалів видів в бік полярних зон і збільшити ймовірність вимирання нечисленних видів — мешканців прибережних зон і островів, чиє існування в наш час знаходиться під загрозою.

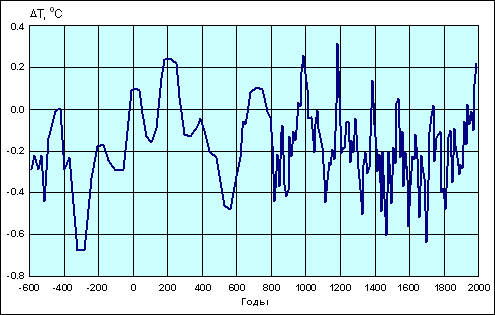
Частота кліматичних коливань впродовж 2.5 тис. років

Деякі дослідники вважають, що глобальне потепління — це міф, частина науковців відкидає можливість впливу людини на цей процес. Є ті, хто не заперечує факт потепління і допускає його антропогенний характер, але не погоджується з тим, що найнебезпечнішими з впливів на клімат є промислові викиди парникових газів.

## Зміни температури

Реконструкція температури Середня температура поверхні протягом двох тисячоліть відповідно до різних реконструкцій, відображені кривою по шкалі часу, чорна крива поверх — температурний рекорд зафіксований за допомогою Інструментальні температурні дані.

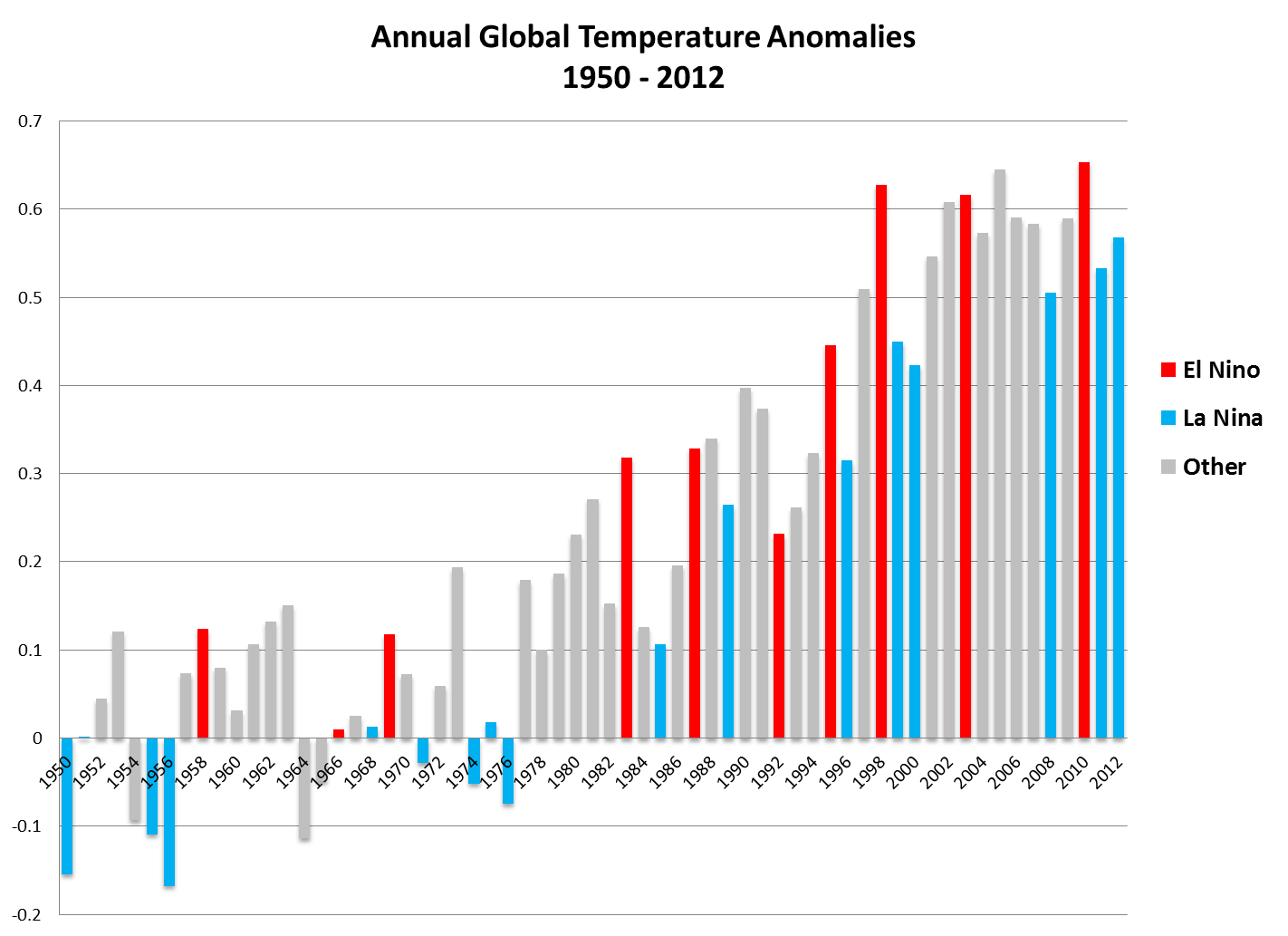
Глобальні щорічні температурні аномалії Графік глобальних щорічних температурних аномалій, розроблений Національним управлінням океанічних і атмосферних досліджень США, показує південне коливання Ель-Ніньйо.

Протягом 1906—2005 рр. середня температура поверхні Землі зросла на 0.74±0.18 °C. За останню половину цього періоду стрімкість потепління майже подвоїлась, ніж за період в цілому (0,13 ± 0,03°С за десятиліття, порівняно з 0,07 ± 0,02 °C за десятиліття). Міський тепловий острів має дуже малий ефект та оцінюється менше 0,002 °C потепління за кожне десятиліття, починаючи з 1900 року. Згідно з даними супутникових температурних вимірювань температура в нижній тропосфері збільшувалась у межах від 0,13 до 0,22 °C кожні десять років, починаючи з 1979 року. Кліматичні проксі-дані показують, що до 1850 р. температура протягом одної-двох тисяч років була відносно сталою, під час яких відбувались різні регіональні коливання, наприклад: Середньовічний теплий період, або Малий льодовиковий період.
Потепління, яке визначене за допомогою інструментальних температурних вимірювань, має стійку тенденцію, що підтверджується численними спостереженнями задокументованими багатьма незалежними групами науковців Наприклад: підвищення рівня моря (теплове розширення води внаслідок потепління), чимале танення снігу і льоду, збільшення тепломісткості океанів, підвищення вологості,
і раннє настання весняних явищ, як от цвітіння рослин. Імовірність того, що ці зміни сталися випадково практично дорівнює нулю.
Останні висновки Інституту Космічних Досліджень Годдарда НАСА (GISS) і Національного центру кліматичних даних США показують, що 2005 та 2010 роки виявились найтеплішими роками планети, перевищуючи 1998 рік на кілька сотих градусу, починаючи з кінця 19 століття, коли стали доступні надійні та всеосяжні інструментальні вимірювання. В Підрозділі Кліматичних Досліджень твердять, що 2005 рік був другим найтеплішим роком, після 1998 року, а 2003 з 2010 роком поділяють третє місце найтеплішого року, проте, «оцінка похибки окремих років… принаймні в десять разів більше, за різницю між цими трьома роками» У заяві щодо стану клімату Землі 2010 року Всесвітньої метеорологічної організації (ВМО) пояснюється, що номінальне значення температури у 2010 році складає +0.53 °C, що перевищує значення 2005 року (+0.52 °C) та 1998 року (+0.51 °C), зрозуміло, що ця різниця між трьома роками статистично незначна. Починаючи з 1986 р. глобальна середньорічна температура кожного року вища ніж середня за період 1961—1990 рр.
Показники температури 1998 року були надзвичайно теплими, тому що на них вплинуло коливання Ель-Ніньйо, яке того року було найсильнішим за все минуле століття. На глобальну температуру мають вплив короткотермінові коливання, які накладаються на довготермінові тенденції, і можуть, навіть, тимчасово приховати їх. Відносна сталість температур 2002—2009 рр. пояснюється даним явищем 2010 рік був також роком Ель-Ніньйо. На нижній частині амплітуди коливання, 2011 рік був роком 4=La Niña, більш прохолодним, але все ще 11-м найтеплішим роком з початку ведення метеорологічних записів у 1880 році. З 13 найтепліших років з 1880 року, 11 років припали на період 2001—2011 рр. Згідно з більш пізніми метеорологічними даними, 2011 рік був найтеплішим роком Ла-Нінья за період 1950—2011 рр., та був схожим на 1997 рік, який не був в найнижчій точці циклу.
Температурні показники змінюються по всьому світу. З 1979 року температура суші підвищувалась у два рази швидше, ніж температура
океану (0,25 °C проти 0,13 °C за десятиліття). Температурні показники океану підвищуються більш поступово, ніж на суші. Цьому сприяє більша та ефективніша теплоємність океанів, та ще завдяки випаровуванню, на яке втрачається багато тепла Північна півкуля природно тепліша, ніж південна, здебільшого завдяки  меридіональному перенесенню тепла в океанах, яке має диференціал близько 0,9 петават на північ, до цього ще додає різниця альбедо між полярними регіонами. З початку індустріалізації різниця у температурах півкуль збільшилась через танення морського льоду і снігу на Півночі. За минулі 100 років середні температурні показники в Арктиці збільшувались майже вдвічі швидше, за температуру решти світу, тим не менш вони також значно коливаються. Хоча більша частина парникових газів викидається у Північній півкулі, ніж у Південній, це не сприяє збільшенню різниці у потеплінні через те, що значна частина парникових газів достатньо довго зберігається та встигає перемішатися між півкулями.
Через інерцію океанів та повільну реакцію на інші непрямі чинники може пройти століття, або навіть більше, для пристосування кліматичної системи до зовнішніх змін. Дослідження реакцій клімату показують, що навіть за зупинки росту викидів парникових газів на рівні 2000 року, все одно відбуватиметься подальше потепління на 0,5 °C.
Січень 2023 року був найспекотнішим за всю історію спостережень, згідно з даними Служби зміни клімату ЄС Copernicus, з температурою на 1,7 °C вищою за доіндустріальний середній показник для цього місяця, що ставить світ на шлях до перевищення межі потепління на 1,5 °C приблизно до 2030 року.

## Первинні чинники зміни температури (зовнішні чинники)
Кліматична система може реагувати
на зміни зовнішніх чинників. Зовнішні чинники можуть «спрямувати» клімат до потепління або охолодження. До зовнішніх чинників відносяться, наприклад, зміни складу атмосфери (збільшення скупчення парникових газів), сонячна світність, виверження вулканів, та коливання орбіти Землі навколо Сонця. Орбітальні цикли змінюються повільно протягом десятків тисяч років, та на даний час підпорядковані загальній тенденції охолодження, яка б, у свою чергу, призвела до Льодовикового періоду, але, як свідчить інструментальне вимірювання температурних показників у 20 столітті, навпаки маємо стрімке підвищення глобальної температури.

### Ліси
У 2010—2019 роках бразильський басейн Амазонки виділив 16,6 мільярда тонн CO2, а поглинув 13,9 мільярда тонн. Використовуючи нові методи аналізу супутникових даних, розроблені в Університеті Оклахоми, міжнародна група дослідників вперше показала, що деградовані ліси є значнішим джерелом викидів CO2, ніж пряма вирубка лісів, що призводять до потепління планети.
За той же 10-річний період деградація, викликана фрагментацією, вибіркової вирубкою або пожежами, які пошкоджують, та не знищують дерева, викликала в три рази більше викидів, ніж пряме знищення лісів.
У басейні Амазонки знаходиться близько половини тропічних лісів світу, які більш ефективно поглинають і накопичують вуглець, ніж інші типи лісів. Якщо регіон стане джерелом, а не «поглиначем» CO2, боротися з кліматичною кризою буде набагато складніше.
Наземні екосистеми в усьому світі були вирішальним союзником в боротьбі з викидами CO2, які в 2019 році перевищили 40 мільярдів тонн.

### Парникові гази
Нижній 70-км шар атмосфери знаходиться у стані локальної термодинамічної рівноваги, тобто кожний інфінітезимальний об'єм повітря поглинає й випромінює радіацію, як абсолютно чорна порожнина, що перебуває у термодинамічній рівновазі (див. Абсолютно чорне тіло) із тією ж температурою; тому, зокрема, виконується закон Кірхгофа.
Вуглекислота має слабкі смуги поглинання у ближній інфрачервоній області за {\displaystyle \lambda =1,4;\,1,6;\,2,0;\,2,7;\,4,3} мкм.
Парниковий ефект — процес, за якого поглинання і випромінювання інфрачервоних променів газами викликає нагрівання нижніх шарів атмосфери та поверхні планети. Вперше ідея парникового ефекту була запропонована Жозефом Фур'є 1824 року,  підтверджена експериментально 1860 року Джоном Тіндалем, а вперше кількісно досліджена Сванте Арреніусом в 1896 р. Протягом 1930-1960-х рр. проводились глибокі дослідження Гаєм Стюартом Каллендарем.
Відходи – 3,2%
 Сільське господарство – 13,8%
Зміна в природокористуванні – 12,2%
 Виробництво – 4,3%
 Неконтрольовані викиди – 4,0%
 Промисловість – 14,7%

Обсяги парникових газів, які утворюються внаслідок природних чинників, мають середній зігрівальний ефект близько 33 °C Без атмосфери Землі температура майже по всій поверхні планети була б нижче точки замерзання. Основними парниковими газами є: водяна
пара, яка відповідає приблизно за 36—70 % парникового ефекту, вуглекислий газ
(CO2), 9—26 %, метан (CH4) за 4—9 % та озон,3-7 %. Хмари також впливають на радіаційний баланс через хмарові чинники, які подібні до парникових газів.
З часів Промислової революції внаслідок діяльності людини в атмосфері збільшилась кількість парникових газів, що призвело до посилення радіаційного впливу від CO2, метану, тропосферного озону, фреонів та оксиду азоту (N2O). Згідно дослідження, опублікованого 2007 року, починаючи з 1750 р. концентрації СО2
та метану збільшилися на 36 % і 148 % відповідно. Такі рівні концентрації досягнуті вперше за останні 800 тисяч років — період, для якого були отримані вірогідні дані зі зразків льодяних кернів Менш прямі геологічні дані показують, що концентрація CO2 вище, ніж ці рівні, була близько за 20 мільйонів років тому Близько трьох чвертей всіх антропогенних викидів парникових газів за останні 20 років стали підсумком видобутку і спалювання викопного палива. Остання частина викидів викликана змінами у землекористуванні, в першу чергу вирубкою лісів. Оцінка обсягу загальних викидів CO2 в 2011 році внаслідок спалювання викопного палива, в тому числі від виробництва цементу та спалювання попутного газу, склала 34,8 млрд тонн (9,5 ± 0,5 PgC), що на 54 % вище обсягу викидів 1990 року. Спалювання вугілля спричинило 43 % загального обсягу викидів, нафти — 34 %, газу — 18 %, цементу — 4,9 % та спалювання попутного газу — 0,7 %. В травні 2013 року, стало відомо, що значення рівня CO2, зафіксоване першою світовою еталонною площадкою в Мауна-Лоа, перевищило позначку в 400 мільйонних часток. За словами професора Брайана Хоскінса, це, мабуть, вперше за 4,5 млн років такий високий рівень скупченості CO2.
За останні три десятиліття 20-го століття, валовий внутрішній продукт на душу населення та зростання кількості населення стали основними чинниками збільшення викидів парникових газів. Викиди CO2 продовжують зростати внаслідок спалювання викопного палива та змін у землекористуванні:71
Можна також встановити регіональне походження викидів, наприклад: дивіться малюнок навпроти. Встановлення зв'язку викидів із змінами в землекористуванні залишається спірним питанням:289
Сценарії викидів, тобто прогнози змін обсягу викидів парникових газів у майбутньому, залежать від невизначеності економічного, соціологічного, технологічного та природного розвитку. В більшості сценаріїв викиди продовжують рости протягом століття, хоча в декількох, викиди скорочуються. Запасів викопного палива достатньо, щоб викиди вуглецю не скорочувались в 21-му столітті. Щоб спрогнозувати, яким чином зміниться в майбутньому концентрація в атмосфері парникових газів використали сценарії викидів разом з моделюванням вуглецевого циклу. Відповідно до шістьох «сигнальних» сценаріїв SRES МГЕЗК очікується, що до 2100 року рівень концентрації СО2в атмосфері може становити від 541 до 970 часток на мільйон. Це на 90—250 % вище концентрації в 1750 році.
Популярні засоби масової інформації та громадськість часто плутають поняття глобальне потепління з виснаженням озонового шару, тобто, руйнування стратосферного озону хлорфторвуглеводнями Хоча вони мають деякий зв’язок між собою, але не такий сильний. Зменшення озону в стратосфері спричинило легкий охолоджувальний ефект на температуру поверхні, у той час, коли збільшення озону в тропосфері має зігрівальний ефект.

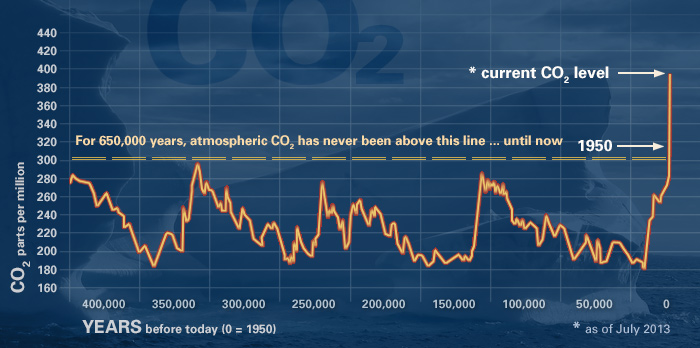
Концентрації CO_{2} в атмосфері починаючи з 650 000 років тому до сьогодення, з використанням проксі-даних льодових кернів та безпосередніх вимірювань

### Аерозолі та сажа

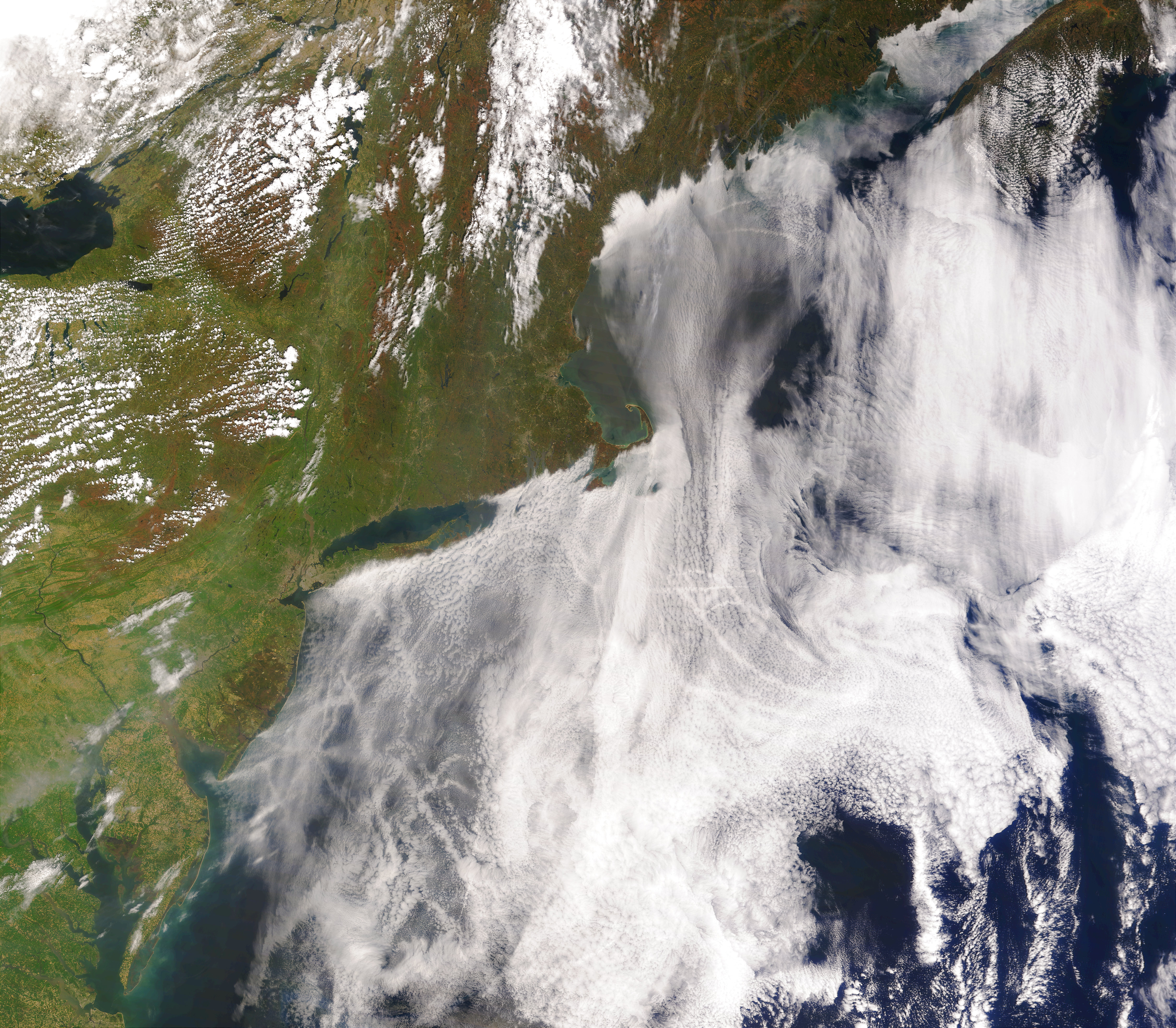
Сліди кораблів утворені на поверхні Атлантичного океану на східному узбережжі Сполучених Штатів. Аерозолі можуть мати потужний ефект на клімат шляхом непрямої дії

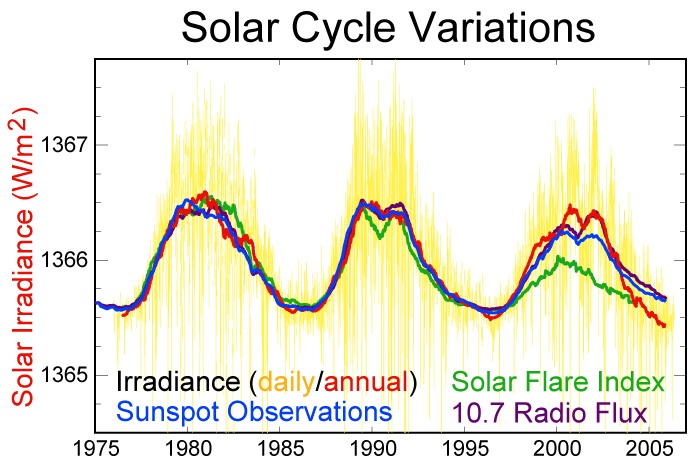
Супутникові спостереження за сукупною сонячною радіацією за період 1979—2006 рр.

Частка природних чинників та чинників спричинених діяльністю людини у радіаційному впливі на зміну клімату. Показник радіаційного впливу станом на 2005 рік, відносно до-індустріальної ери (1750 р.) Внесок сонячного випромінювання у радіаційний вплив складає всього 5 % від загального радіаційного впливу, який посилився внаслідок збільшення концентрації вуглекислого газу, метану та окису азоту

Явища теплоперенесення в земній атмосфері

Глобальне затемнення — це поступове зменшення кількості прямого опромінення на поверхню Землі, яке спостерігалося з 1961 року принаймні до 1990 року. Основною причиною затемнення є зважені частинки, які утворюються внаслідок вулканічних викидів та забруднювальних речовин через діяльність людини. Ці частинки спричиняють охолоджувальний ефект за рахунок збільшення відбиття сонячного світла. За останні десятиліття вплив продуктів спалювання викопного палива — CO2 та аерозолів — значною мірою врівноважували одне одного, тому збільшення потепління відбувається через збільшення викидів невуглецевих парникових газів, таких як метан. Радіаційний вплив через частинки (сажі, пилу) тимчасово обмежується завдяки утворенню вологого осаду, внаслідок якого ці частинки залишаються в атмосфері в середньому на тиждень. Діоксид вуглецю залишається на століття або більше, і, таким чином, зміна концентрації частинок лише уповільнює зміну клімату, викликану викидами вуглекислого газу.
Крім прямого впливу через розсіювання та поглинання сонячної радіації, частинки ще мають непрямий вплив на тепловий баланс Землі. Сульфати діють, як ядра конденсації хмар і, таким чином, утворюють хмари, які мають більшу кількість дрібніших крапель. Такі хмари ефективніше відбивають сонячне випромінювання, ніж хмари з меншою кількістю та більшими краплями, даний ефект називається ефект Твумі. Цей ефект також призводить до утворення крапель однакового розміру, що знижує збільшення крапель та посилює відбиття хмарою сонячного світла, даний ефект відомий, як ефект Альбрехта. Непрямий вплив найбільше помітний при утворенні морських пластоподібних хмар, та найменш впливає на конвективні хмари. Непрямий вплив на радіаційний баланс від частинок досі повністю не визначений.
Сажа може охолоджувати або зігрівати поверхню, залежно від того, в якому стані вона знаходиться: зважена в повітрі або в осаді. Атмосферна сажа відразу поглинає сонячне випромінення, яке прогріває атмосферу та охолоджує поверхню. В окремих районах з високим рівнем викидів сажі, наприклад: сільські райони Індії, майже 50 % прогрівання поверхні парниковими газами може бути приховане атмосферними коричневими хмарами Якщо сажа знаходиться в осадженому стані, особливо на льодовиках або на льоду в арктичних регіонах, нижня поверхня альбедо може безпосередньо нагрівати поверхню. Найбільше частинки, в тому числі й сажа, впливають в тропіках та субтропіках, особливо в Азії, у той час, як парникові гази найбільше позначаються в не тропічних районах та у Південній півкулі.

### Сонячна активність
Починаючи з 1978 року за допомогою супутників можна було точно вимірювати викиди сонячної радіації. Ці дані вказують на те, що з 1978 року викиди сонячної радіації не збільшились, таким чином потепління, яке відбувається протягом останніх 30 років не пов'язано зі збільшенням сонячної енергії, що надходить на Землю. За три десятиліття з 1978 року, сонячна активність разом з вулканічною, ймовірно, спричинили невеличкий охолоджувальний ефект на клімат Землі.
Для визначення ролі сонця в останній зміні клімату використали кліматичне моделювання. Якщо враховувати тільки коливання сонячної радіації та вулканічну активність, то моделі не відтворюють швидкого потепління, яке спостерігається в останні десятиліття. Однак моделі  відтворюють зміни в температурі, що спостерігались в 20 столітті, з врахуванням усіх найбільш вагомих зовнішніх чинників, разом з антропогенною дією та природними чинниками.
Інший доказ того, що не сонце є причиною недавньої зміни клімату, полягає у спостереженнях за змінами температури на різних рівнях атмосфери Землі. Моделювання та спостереження показують, що потепління через парниковий ефект спричинило нагрів нижніх шарів атмосфери (тропосфери), натомість відбулося охолодження верхніх шарів атмосфери (стратосфери). Виснаження
озонового шару внаслідок застосування хімічних холодоагентів також призвело до потужного охолоджувального ефекту в стратосфері. Якщо б це сонце було причиною даного потепління, то ми б мали потепління, як в тропосфері, так і в стратосфері.
У вересні 2014 завідувач сектором космічних досліджень Сонця Х. Абдусаматов прокоментуаав дані спостережень, що проводилися в Головній (Пулковській) астрономічній обсерваторії РАН. Глобальне потепління, яке спостерігалось в XX ст., відбувалося і на Марсі, і на інших планетах Сонячної системи. Квазідвостолітня зміна потужності випромінювання Сонця призводить до зміни клімату всієї Сонячної системи. Х. Абдусаматов особливо підкреслює, що протягом останніх 17 років, з 1997 р, рівень вуглекислого газу в атмосфері зростає в тому ж темпі, що і раніше. У той же час відбувається стабілізація температур. Потужність випромінювання Сонця послідовно зменшується з 1990 року і до цих пір продовжує прискорено зменшуватися. З 1990 року Сонце не гріє Землю як раніше. Настає «сонячна осінь», яка триватиме умовно до 2060 року, потім у Сонячній системі настане «сонячна зима». А на початку XXII ст. настане «сонячна весна».

## Зворотна реакція
Докладніше: Зворотна реакція на зміну клімату та Чутливість клімату

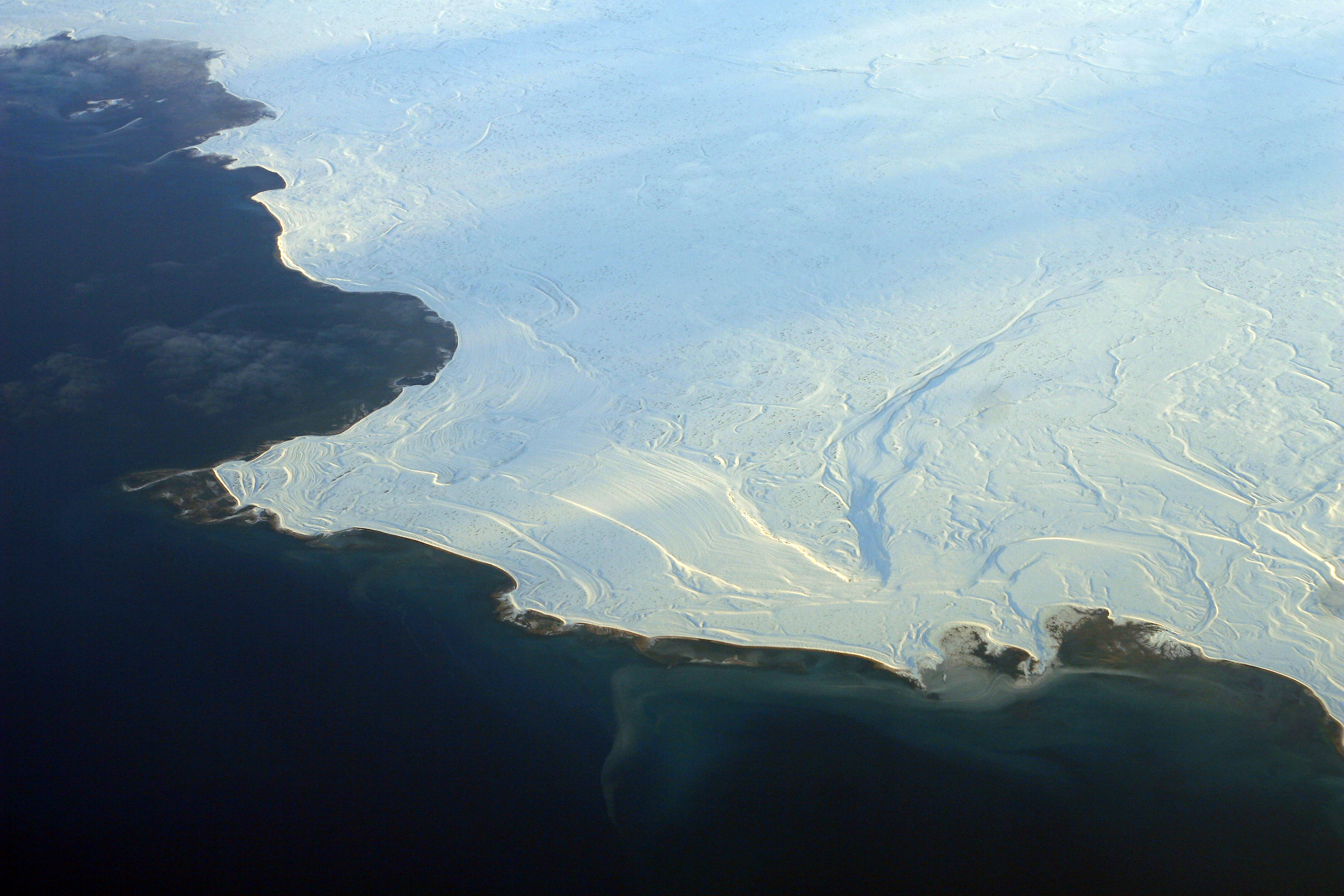
Морський лід, на фото з Нунавуту, північ Канади, відбиває багато сонячного світла, у той час, як відкритий океан більше поглинає, прискорюючи цим танення льоду

До кліматичної системи входить ряд зворотних реакцій, які змінюють відповідь системи залежно від змін у зовнішніх чинниках. Позитивні зворотні реакції посилюють відповідь кліматичної системи на внутрішні чинники, у той час, як негативні зворотні реакції послаблюють відповідь кліматичної системи на внутрішні чинники.
Існує цілий ряд зворотних реакцій кліматичної системи, такі як: водяна пара, зміна льодового альбедо (сніговий та льодовий покрив впливає на здатність Земної поверхні поглинати або відбивати сонячне світло), хмари, та зміни у вуглецевому циклі Землі (наприклад, вивільнення вуглецю з ґрунту). Головною негативною зворотною реакцією є енергія, яка випромінюється Земною поверхнею у космос у вигляді
інфрачервоного випромінювання. За законом Стефана-Больцмана, якщо температура подвоюється, то випромінення енергії зростає на коефіцієнт 16 (від 2 до 4-й потужності).
Зворотні реакції відіграють важливу роль у визначенні чутливості кліматичної системи до збільшення скупчення парникових газів в атмосфері. За інших рівних умов, більш висока чутливість клімату означає, що при даному збільшенні чинників утворення парникових газів відбуватиметься ще більше потепління. Невизначеність зворотних реакцій є однією з основних причин, чому різні кліматичні моделі прогнозують різні темпи потепління за даних чинників. Для кліматичних прогнозів необхідні додаткові дослідження, щоб зрозуміти роль хмар та вуглецевого циклу.

## Кліматичні моделі
Кліматична модель — це комп'ютерна реконструкція п'яти складових кліматичної системи: атмосфери, гідросфери, кріосфери, суші та біосфери. Такі моделі проєктуються за допомогою наукових дисциплін, таких як гідродинаміка, термодинаміка, а також на основі фізичних процесів, як променисте перенесення енергії. В моделях враховуються різні складники, такі як: місцевий рух повітря, температура, хмари та інші атмосферні властивості; температура океану, вміст солі, течії; льодовий покрив суші й моря; переміщення тепла та вологи з ґрунту і рослин в атмосферу; хімічні та біологічні процеси; сонячна активність та інше.
І хоча дослідники намагаються охопити якомога більше процесів, спрощення даної моделі кліматичної системи неминуче внаслідок обмеження наявної обчислювальної потужності та знань про кліматичну систему. Підсумки моделювання також можуть різнитися залежно від даних щодо кількості парникових газів та кліматичної чутливості моделі. Наприклад, невизначеність в прогнозах  МГЕЗК 2007 року обумовлена (1) використанням декількох моделей з різною чутливістю до концентрації парникових газів; (2) використанням різних припущень щодо кількості викидів парникових газів через людську діяльність у майбутньому; (3) будь-якими додатковими викидами спричиненими кліматичними зворотними реакціями, які не були враховані в моделі МГЕЗК, наприклад вивільнення парникових газів з вічної мерзлоти.
У моделях не передбачається потепління клімату внаслідок збільшення концентрації парникових газів. Натомість в моделях передбачається яким чином парникові гази будуть взаємодіяти з переміщенням випромінювання та іншими фізичними процесами. Одним з математичних результатів цих складних рівнянь є передбачення того, що буде відбуватися: потепління або охолодження.
Останні дослідження зосереджують увагу на потребі доопрацювання моделей, які б враховували хмари та
вуглецевий цикл.
Також моделювання використовується для вивчення причин останніх змін клімату, порівнюючи спостережувані зміни зі змінами, які прогнозуються в моделях враховуючи різні чинники, як природні, так і антропогенні. І хоча, моделі неоднозначно визначають причини потепління 1910—1945 рр., яке могло відбуватися або внаслідок природних коливань, або через людську діяльність, вони досить впевнено вказують на те, що потепління починаючи з 1970 р. спричинено викидами парникових газів в більшості випадків внаслідок діяльності людини.
Фізична реалістичність моделей перевіряється шляхом вивчення їх здатності імітувати сучасний або клімат у минулому.
За допомогою кліматичних моделей досить зручно спостерігати за змінами глобальної температури протягом останнього століття, але вони не відтворюють усі аспекти клімату. Не всі наслідки глобального потепління точно передбачені в кліматичних моделях МГЕЗК. Спостережуване зменшення льодового покрову в Арктиці відбувається швидше, ніж очікувалося. Кількість опадів зросла пропорційно вологості повітря, і, отже, значно швидше, ніж пророкують глобальні кліматичні моделі.
Прогнози МГЕЗК охоплюють розбіг ймовірностей (згідно експертних думок, понад 66 % ймовірності) для обраних сценаріїв викидів. Однак прогнози МГЕЗК не враховують увесь діапазон невизначеності. Нижня межа, здається, краще визначена, ніж верхня межа діапазону ймовірностей.

## Спостережувані та очікувані наслідки на довкілля

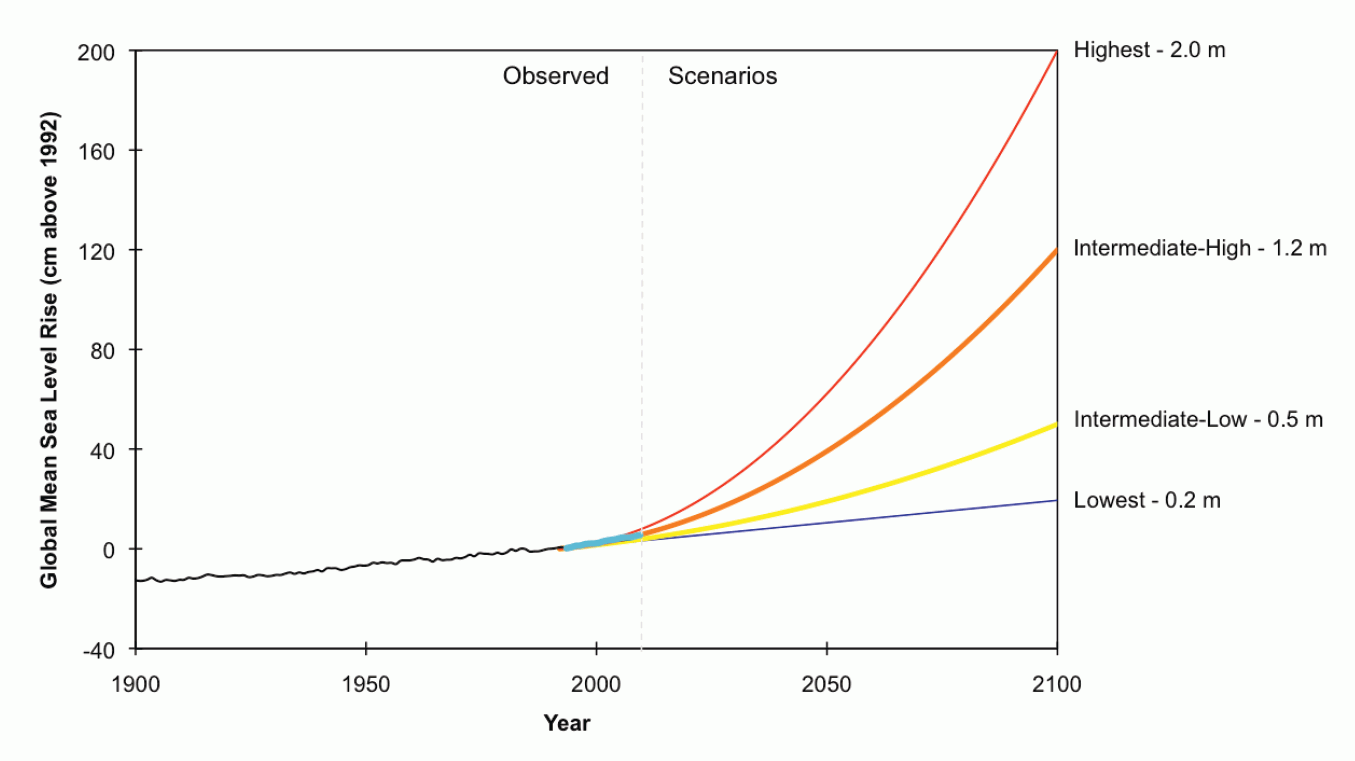
Прогнози щодо підвищення світового середнього рівня моря (Паріс та інші). Для даних прогнозів не було визначено ймовірностей. Таким чином, жоден з цих прогнозів не вважається «найточнішою оцінкою» майбутнього підвищення рівня моря. Графік наданий Національним управлінням океанічних і атмосферних досліджень (США).

«Виявлення» — це процес демонстрації зміни клімату за допомогою статистичних даних, не визначаючи причин цих змін. Виявлення не встановлює конкретних причин спостережуваної зміни. «Встановлення» причин зміни клімату являє собою процес визначення найбільш ймовірних причин виявлених змін з деякою мірою впевненості. Виявлення та встановлення причин спостережуваних змін може також застосовуватись у фізичних, екологічних та соціальних системах.

### Природні системи
Докладніше: Фізичний вплив зміни клімату
Глобальне потепління було виявлено в низці природних систем. Деякі з цих змін описані в розділі про спостережувані зміни температури, наприклад, підвищення рівня моря та масштабне танення снігу і льоду. Антропогенний чинник, швидше за все, був причиною деяких з спостережуваних змін, в тому числі підвищення рівня моря, зміна екстремальних кліматичних явищ (таких як, кількість теплих і холодних днів), зменшення площі льодового покрову в Арктиці, а також відступу льодовика.

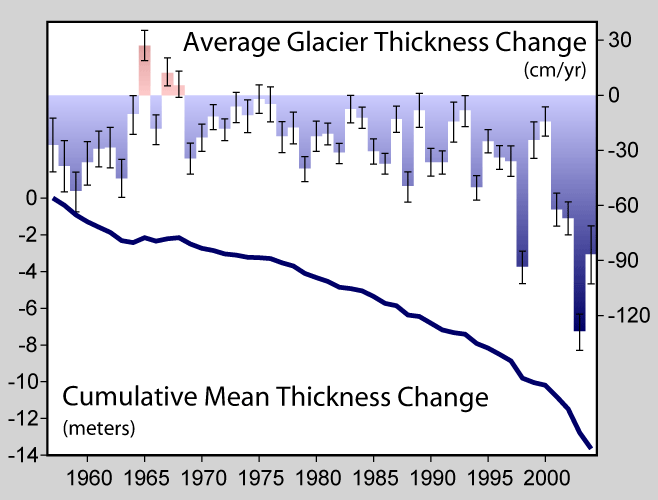
Поодинокі записи свідчать, що льодовики відступали з початку 1800-х років. Вимірювання запроваджені в 1950-х, дозволили проводити спостереження за балансом льодовикових мас, звіти спостережень надсилають до Всесвітньої Служби Спостереження за Льодовикам

 МГЕЗК передбачає підняття середнього рівня моря на 0,18-0,59 м протягом 21 століття. МГЕЗК не надає більш ймовірного прогнозу підвищення середнього загального рівня моря, тому верхня межа в 59 см не обмежена, тобто глобальний середній рівень моря може піднятися більш ніж на 59 см до 2100 року. Прогнози МГЕЗК мають консервативний характер, та можуть недооцінювати майбутнє підвищення рівня моря. Паріс та інші протягом 21-го століття передбачають підвищення глобального середнього рівня моря від 0,2 до 2,0 м (0.7-6.6 фут), відносно середнього рівня моря 1992 року.
Розчинений вуглекислий газ підвищує кислотність океану, який має більш низький pH. З 1750 по 2000 рік, рН океанської поверхні знизився на ~ 0,1, з ~ 8,2 до ~ 8,1. Ймовірно, що за останні 2 мільйони років рН океанської поверхні ніколи не був нижчий ~ 8,1. Згідно з прогнозами, рН океанської поверхні до 2100 року може ще знизитися на 0,3-0,4 одиниці. Майбутнє підкислення океану може загрожувати кораловим рифам, рибальству, охоронюваним видам, та іншим природним ресурсам цінним для суспільства.
Якщо протягом тисячоліття спостерігатиметься подальше потепління на кілька градусів, то відбудеться масштабне затоплення прибережних районів. Наприклад, тривале глобальне потепління більш ніж на 2 °C (відносно доіндустріального рівня) може призвести до можливого підвищення рівня моря приблизно від 1 до 4 м внаслідок теплового розширення морської води і танення льодовиків та невеликих льодових шапок. Танення протягом багатьох тисяч років Гренландського льодовикового щита може додати ще від 4 до 7,5 м.
Зміни в регіональному кліматі призведуть до більшого потепління над сушею, найбільше потепління відбуватиметься у високих північних широтах, та менше потепління відчуватиметься над Південним океаном та над частиною Північного Атлантичного океану. Протягом 21-го століття прогнозують масштабний відступ льодовиків та снігового покриття Змінюються прогнози щодо зменшення арктичного морського льоду На 2025—2030 рр. прогнозують арктичні літа зовсім без льодового покриття (передбачають, що площа льоду скоротиться до менш ніж 1 мільйона квадратних кілометрів).
Згідно наявних тенденцій, очікується зміна кількості опадів у майбутньому, зменшиться кількість опадів у
субтропічних районах суші, та збільшиться кількість опадів на Приполярних широтах та в деяких екваторіальних районах. Очікується можливе збільшення частоти та потужності деяких екстремальних погодних явищ, наприклад таких, як спекотні хвилі.

### Екологічні системи
Докладніше: Зміна клімату та екосистеми, Вплив зміни клімату на біорізноманіття рослин
У наземних екосистемах більш раннє настання весняних подій, переміщення ареалів тварин та рослин у бік полюсу, з упевненістю можна пов'язати з останнім потеплінням. Зміна клімату у майбутньому, як очікується, зокрема вплине на певні екосистеми, такі як: тундра, мангрові зарості і коралові рифи. Як прогнозується, на більшість екосистем вплине висока концентрація вуглекислого газу в атмосфері разом з
підвищенням глобальної температури. У цілому, очікується, що зміна клімату призведе до зникнення багатьох видів тварин та зменшення різноманітності екосистем.
Збільшення концентрації вуглекислого газу в атмосфері призведе до зростання кислотності океану.
Розчинений CO2 підкислює океан, (зменшує значення рН). З 1750 по 2000 рік, рН поверхневого океану знизився на ~ 0,1, від ~ 8,2 до ~ 8,1. Рівень рН (для поверхні океану), ймовірно, знижувався менше ~ 8,1 протягом останніх 2 млн років. Згідно з прогнозами, рівень рН для поверхні океану може знизитися ще на 0,3-0,4 одиниць до 2100 року Майбутнє підкислення океану може загрожувати кораловим рифам, рибальству, видам що є під загрозою вимиранням тощо.
У лютому 2019 року Міністерство навколишнього середовища та енергетики Австралії офіційно підтвердило вимирання гризунів виду Melomys rubicola. Це сталося через підвищення рівня Світового океану та викликаних цим регулярних затоплень на островах місць, придатних для існування цих гризунів — за 10 років така площа скоротилася на 97 %. Це перший вид, вимирання якого відбулося через глобальне потепління.

### Масштабні та раптові наслідки
Докладніше: Раптова зміна клімату
Зміна клімату може призвести до глобальних, масштабних змін у природних та соціальних системах.
Два приклади: окислення океанічних вод внаслідок збільшенням концентрації вуглекислого газу в атмосфері, та тривале танення льодових покривів, що піднімає рівень моря.
Деякі масштабні зміни можуть відбутися раптово, тобто, за короткий час, а також можуть бути
незворотними. Прикладом різкої зміни клімату є швидке вивільнення метану та діоксиду вуглецю з вічної мерзлоти, що може призвести до посилення глобального потепління.
Загалом, ще недостатньо наукових знань для розуміння раптових змін клімату. Тим не менш, ймовірність настання різких змін, здається, дуже низька. До факторів, які можуть підвищити ймовірність різкої зміни клімату належать: більш високі показники глобального потепління; потепління, яке відбувається швидше; та потепління, яке триває протягом великого проміжку часу.

## Спостережувані та очікувані наслідки на соціальну систему
Вразливість людського суспільства до змін клімату головним чином полягає у впливі екстремальних погодних явищ, а не в поступовій зміні клімату. Наслідки зміни клімату охоплюють: негативний вплив на малі острови, несприятливий вплив на корінні народи у високих широтах, та
невеликий, але помітний вплив на здоров'я людини. Протягом 21-го століття, зміна клімату, ймовірно, негативно позначиться на сотнях мільйонів людей внаслідок затоплення прибережних районів, скорочення запасів води, зростання недоїдання та збільшення впливу на здоров'я. Більшість економічних досліджень прогнозують, що глобальне потепління призведе до скорочення світового валового внутрішнього продукту (ВВП).

### Продовольча безпека

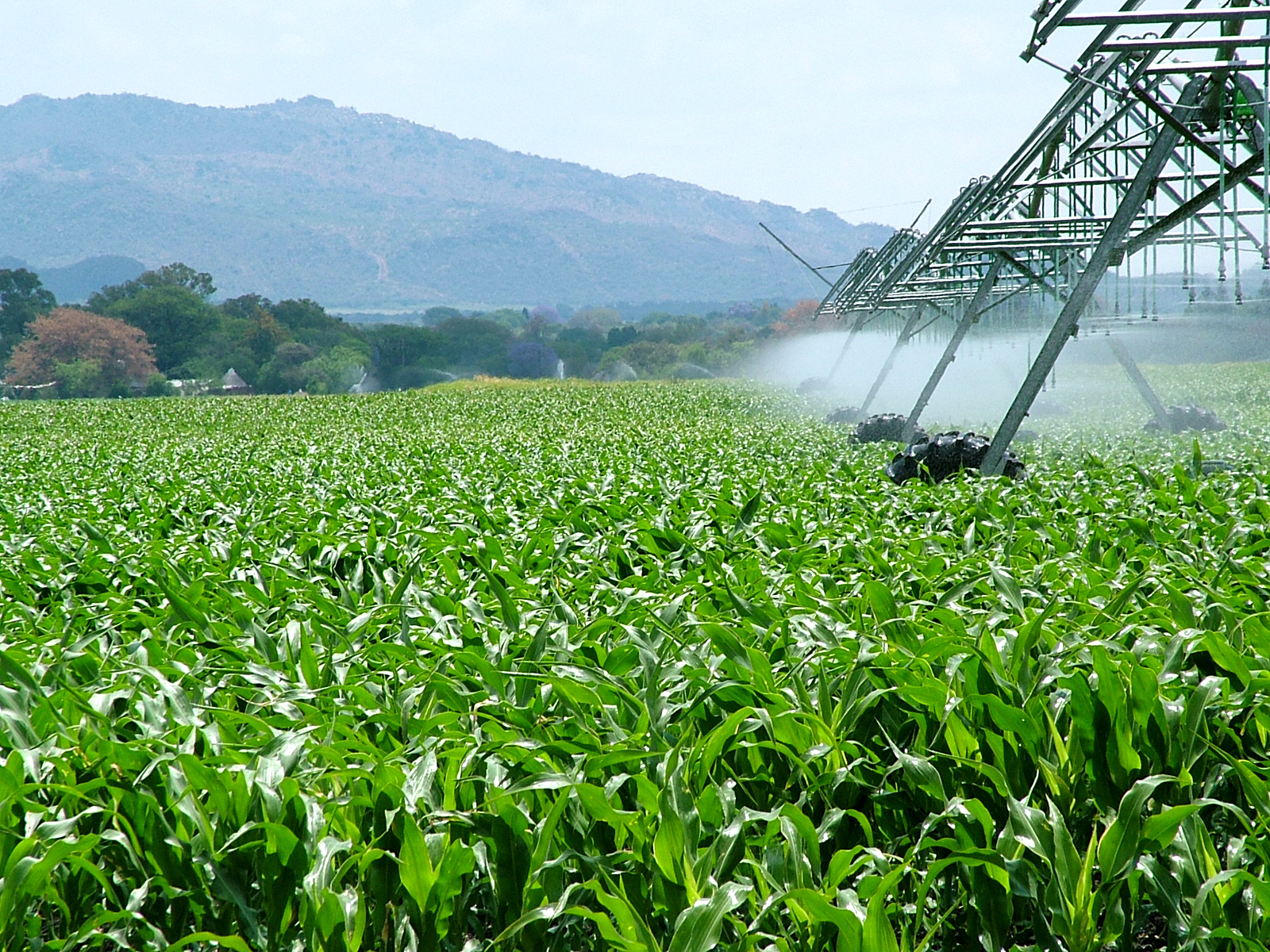
Поля кукурудзи, Південна Африка.

За збереження наявних тенденцій, до 2030 року, виробництво кукурудзи в Південній Африці може скоротитися на 30 %, а рису, проса та кукурудзи в Південній Азії може знизитися до 10 % До 2080 року врожайність у країнах, що розвиваються, може скоротитися в середньому на 10—25 %, а в Індії можливе падіння врожайності на 30—40 %. До 2100 року, у той час, як населення в три мільярди за прогнозами збільшиться вдвічі, в тропіках очікується падіння врожайності рису та кукурудзи на 20—40 % внаслідок підвищення температури, не враховуючи при цьому зниження врожайності внаслідок зменшення вологості ґрунту та водопостачання також через підвищення температури.
Подальше потепління приблизно на 3 °C (до 2100 року, відносно 1990—2000 рр.) може призвести до зростання врожайності сільськогосподарських культур в середніх та високих широтах, але в низьких широтах врожаї можуть скоротитися, що підвищує ризик недоїдання. Подібна регіональна структура чистих вигод та витрат може мати й економічні (ринковий сектор) наслідки. Потепління на 3 °C може призвести до падіння врожайності в зоні помірного клімату, що, у свою чергу, призведе до зниження світового виробництва продовольства. В окремих регіонах України можуть зазнати відчутних змін традиційний асортимент вирощуваних сільськогосподарських культур та технології сільгоспвиробництва.

### Затоплення місць проживання

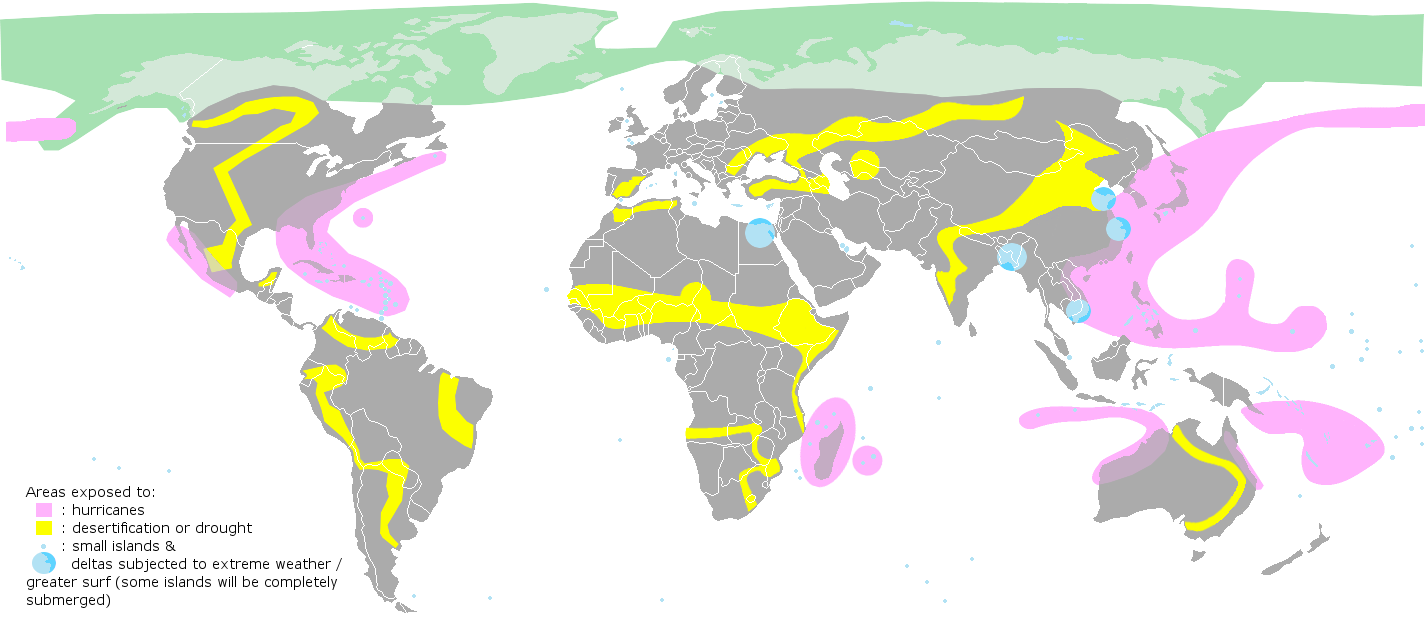
Карта показує де можуть трапитись природні катастрофи викликані(або підсилені) глобальним потепління. Рожевим — урагани, жовтим — утворення пустель або посухи, блакитним — повені у дельтах річок

На малих островах та дельтах рік, затоплення, внаслідок підвищення рівня моря, буде загрожувати
життєво важливим об'єктам інфраструктури та людським поселенням Це може спричинити появу екологічних біженців в країнах з низьким ґрунтом, таких як Бангладеш, а також безгромадянство для населення в таких країнах, як Мальдіви та Тувалу.

## Запропоновані заходи щодо глобального потепління
Існують різні думки з приводу того, якою має бути політика у відповідь на зміну клімату. Ці протилежні погляди зважують вигоди від обмеження викидів парникових газів з
витратами. Загалом, цілком ймовірно, що зміна клімату призведе до найбільших втрат у найбідніших регіонах.

### Пом'якшення (зменшення впливу на клімат)

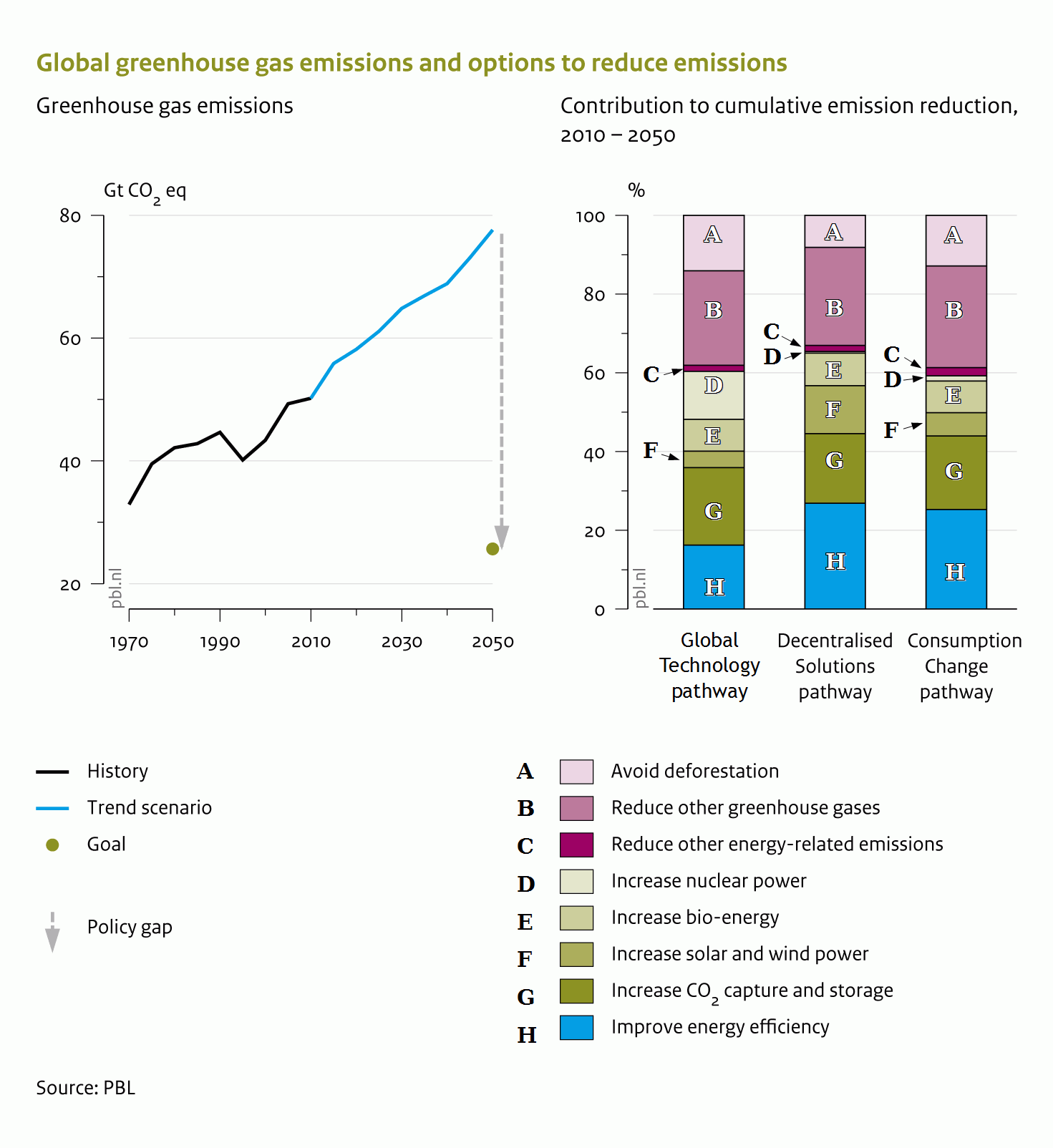
Графік праворуч показує три «шляхи» досягнення мети РКЗК ООН у не перевищенні глобального потепління на рівні 2 °C, позначені як «глобальні технології», «децентралізовані рішення» та «зміни споживання». Кожен шлях показує, яким чином різні заходи (наприклад, підвищення енергоефективності, широке запровадження використання енергії з поновлюваних джерел) можуть сприяти скороченню викидів. Графік наданий PBL Агентством з екологічної оцінки Нідерландів

Зменшення кількості майбутніх змін клімату називають пом'якшенням наслідків зміни клімату. Згідно з визначенням МГЕЗК, під пом'якшенням розуміють діяльність направлену на скорочення викидів парникових газів (ПГ), або підвищення потенціалу поглиначів вуглецю для абсорбції ПГ з атмосфери. Дослідження вказують на значний потенціал скорочення викидів у майбутньому шляхом поєднання активності щодо скорочення викидів, наприклад енергозбереження, підвищення енергоефективності, та задовольняючи потреби суспільства в енергії з відновлюваних джерел енергії. Пом'якшення наслідків включає діяльність по підсиленню природних поглиначів, наприклад шляхом відновлення лісів, попередження знеліснення. Також досліджуються технології уловлювання СО2 та зберігання у геологічних структурах.
Для обмеження потепління в рамках нижнього діапазону, як описано у «Підсумковому звіті для політиків».
МГЕЗК, необхідно буде прийняти політику обмеження викидів парникових газів згідно одного з кількох сценаріїв, що описані у повному звіті, і які істотно розрізняються Через збільшення викидів з кожним роком це буде зробити все важче, навіть необхідно буде вжити радикальних заходів у наступні роки задля стабілізації бажаного рівня парникових газів в атмосфері. Обсяг вуглекислого газу, який пов'язаний з енергетикою, у 2010 році був найбільшим в історії, побивши рекорд 2008 року.

### Скорочення викидів метану
Загальновідомо, що на корів та іншу велику рогату худобу припадає приблизно 14 % антропогенних викидів в атмосферу. Згідно повідомлення Euronews, в 2023 році британські вчені встановили, що годування корів екстрактом високогірного нарцису може знизити обсяг вироблення ними парникових газів та скоротити викиди метану. Як стверджують вчені, високогірні нарциси виробляють алкалоїд, який має назву галантамін. Тому, першочергове завдання полягає в тому, щоб постійно вирощувати ці квіти на вершинах гір з метою подальшого вилучення з них екстракту для годівлі сільськогосподарських тварин. Дещо раніше вчені пропонували ще один шлях боротьби зі зміною клімату. Він базувався на застосуванні у годівлі тварин какао-бобів, з яких отримують спеціальний чорний порошок — біовугілля. Таким чином, у перспективі, застосування подібних наукових методів, може дещо уповільнити глобальне потепління.

### Адаптація
Іншою відповідною політикою є адаптація (призвичаєння) до змін клімату. Адаптацію можна спланувати, або для реакції на попередження змін клімату, або діяти спонтанно, тобто без втручання уряду. Планова адаптація вже поволі запроваджується. Перешкоди, обмеження та витрати майбутньої адаптації ще повністю не досліджені.
Поняття що пов'язано з адаптацією — «здатність пристосовуватись», тобто здібність системи (людської, природної або керованої) пристосовуватись до змін клімату (в тому числі до мінливості клімату та екстремальних явищ) задля зниження ймовірного збитку, скористатися можливостями або впоратися з наслідками. Якщо не запобігати зміні клімату (тобто, не вживати заходів щодо обмеження викидів парникових газів), то здатності у довгостроковій перспективі природної, керованої та людської системи до пристосування, швидше за все, не вистачить.
Екологічні організації та громадські діячі зосереджують увагу на зміні клімату та ризиках, які ці зміни тягнуть за собою, а також наголошують на необхідності адаптації до цих змін в інфраструктурних потребах та шляхом скорочення викидів.

## Обговорення глобального потепління

### Політичні обговорення

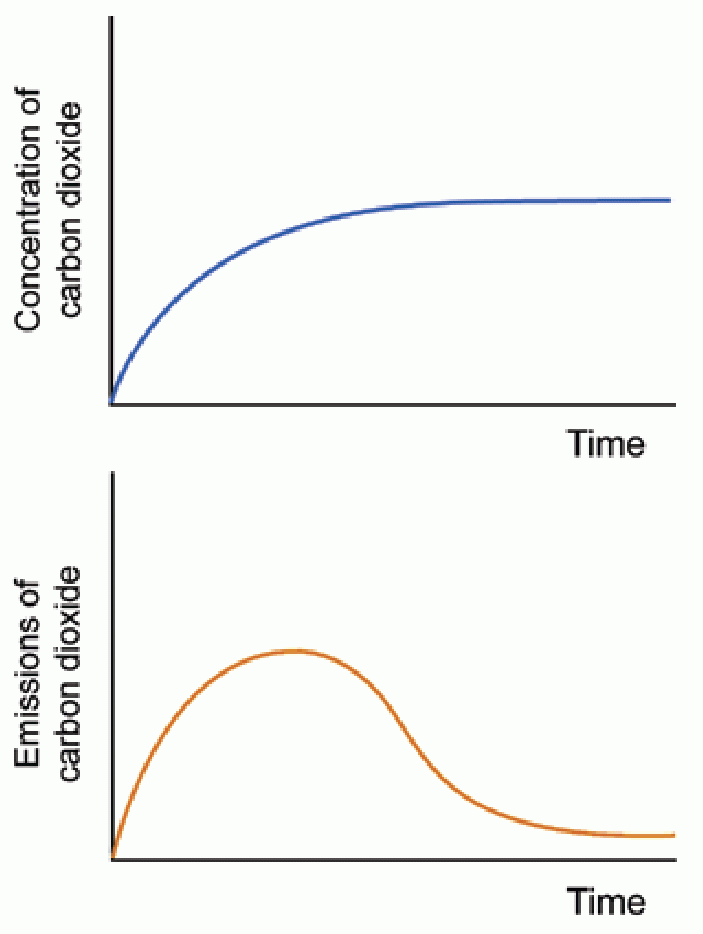
В Статті 2 Рамкової конвенції ООН ясно зазначено про «стабілізацію концентрації парникових газів» З метою стабілізації концентрації CO_{2} в атмосфері треба різко скоротити викиди по всьому світу

Більшість країн ратифікувала Рамкову Конвенцію ООН щодо Зміни Клімату (РКЗК ООН) Головною метою Конвенції є запобігання небезпечному втручанню людини в кліматичну систему.
Як зазначено в Конвенції, це вимагає стабілізації концентрації парникових газів в атмосфері до рівня, за яким екосистеми можуть природним шляхом пристосуватися до зміни клімату, виробництву продуктів харчування нічого не загрожуватиме, та економічний розвиток може тривати на сталій основі.
Рамкова конвенція була прийнята 1992 року, але з тих пір, обсяг викидів парникових газів по всьому світі зріс Під час переговорів, Група G77 (лобістська група в ООН, яка представляє інтереси 133 країн, що розвиваються):4 наполягла на мандаті, за яким розвинені країни мають взяти на себе ініціативу щодо скорочення викидів парникових газів у власних країнах. Виправданням цьому слугувало те, що розвинені країни найбільше викинули парникових газів в атмосферу; в країнах, що розвиваються, викиди на душу населення (тобто, обсяг викидів у перерахунку на душу населення) були все ще відносно низькими; та, для задоволення потреб розвитку в країнах, що розвиваються, викиди мають зростати:290
Цей мандат був підтриманий Кіотським Протоколом до Рамкової Конвенції,:290 який набрав чинності у 2005 році.
Ратифікуючи Кіотський протокол, більшість розвинених країн узяли юридичні зобов'язання по обмеженню викидів. Строк перших зобов'язань закінчився у 2012 році. Президент США Джордж Буш відхилив договір аргументуючи це тим, що «Цей протокол звільняє від дотримання 80 % світу, у тому числі країни з найбільшою кількістю населення, такі як Китай та Індія, та може серйозно зашкодити економіці США»:5
На 15-ій Конференції Учасників РКЗК ООН, яка відбулася в 2009 році в Копенгагені, кілька Учасників розробила Копенгагенську Угоду. Сторони, які підтримали Угоду (станом на листопад 2010 р. 140 країн),:9 намітили обмежити майбутнє підвищення глобальної середньої температури до 2 °C. Попередня оцінка, опублікована в листопаді 2010 р. в Програмі з Довкілля ООН (ПД ООН), говорить про можливий «розрив в обсягах викидів» між добровільними зобов'язаннями, взятими в Угоді, та необхідними скороченнями викидів задля підвищення ймовірності досягнення мети у 2 °C:10–14 ПД ООН використовує 2 °C як мету відносно доіндустріального рівня глобальної середньої температури. Для збільшення ймовірності досягнення мети в 2 °C, дослідження загалом вказували на необхідності проходження піку викидів до 2020 року з істотним зниженням викидів у наступний період.
16-та Конференція Сторін
(КС−16) відбулася в Канкуні в 2010 році. Було розроблено угоду, а не зобов'язуючий договір, про те, що Сторони повинні вжити термінових заходів щодо скорочення викидів парникових газів задля досягнення мети обмеження всеосяжного потепління до 2 °С відносно доіндустріальної температури. Також було визнано необхідність розглянути питання щодо посилення мети підвищення середньосвітової температури до 1,5 °С.
На 21-й Конференції ООН з питань клімату було підготовлено та погоджено текст Паризької кліматичної угоди, яка з 2020 року має прийти на заміну Кіотському протоколу. Паризька угода набрала чинності 4 листопада 2016 року.

### Наукові обговорення

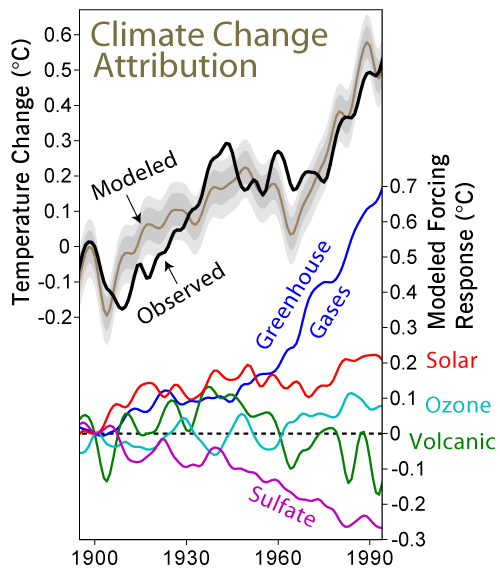
Приклад кліматичної моделі, яка враховує низку чинників у порівнянні зареєстрованою середньою температурою. Модель враховує вміст сульфатів в атмосфері, вулканічну активність, сонячну активність, вміст парникових газів в атмосфері, вміст озону в атмосфері

Більшість науковців вважає, що людська діяльність є основною причиною зміни клімату, що відбувається.
Проміжний огляд наукових робіт присвячених глобальному потеплінню, які були оприлюднені у період 1991—2011 рр. та доступні з ресурсу Web of Knowledge, виявив, що ті, хто висловлював свої міркування щодо причин глобального потепління, складали 97,2 %, які підтримували загальну думку про те, що це трапилось внаслідок діяльності людини. У статті, опублікованій в жовтні 2011 р. в Міжнародному журналі вивчення громадської думки, дослідники з Університету Джорджа Мейсона проаналізували результати опитування 489 американських науковців, що працюють в наукових установах, уряді та в промисловості. Із загальної кількості опитаних, 97 % погодились, що глобальна температура за останні сто років зросла та 84 % погодились, що наразі відбувається потепління внаслідок високої концентрації парникових газів спричинених діяльністю людини, і тільки 5 % не погодились з тим, що діяльність людини є однією з основних причин глобального потепління. Національні академії наук закликали світових лідерів впроваджувати політику скорочення глобальних викидів.
У науковій літературі існує широкий консенсус щодо того, що температура земної поверхні за останні десятиліття збільшилась внаслідок викидів парникових газів у більшості випадків через діяльність людини. Немає жодного наукового товариства, національного або міжнародного рівня, яке б не погодились з цією думкою.
Кліматологи зі США та Великої Британії вважають, що глобальне потепління розпочалося вже наприкінці XIX — на початку XX століття.
Стаття дослідників з'явилася у журналі Nature Climate Change.
Вчені прийшли до єдиного висновку — глобальному потеплінню не запобігти. Сталося це через похибки в підрахунках і помилках, які привели до незворотності ситуації.
Багато вчених поділилися даними своїх результатів досліджень і розповіли, що вже через 84 роки температура повітря перескочить «рубіж Апокаліпсису» (7.36 градусів Цельсія). Також стверджують кліматологи, що момент упущений і змінювати щось пізно, так як раніше бралося до уваги те, що Земля знаходиться в теплій фазі.

### Обговорення громадськості та в популярних засобах масової інформації
Суперечки навколо глобального потепління більше висловлюються в багатьох дебатах та обговореннях
в популярних ЗМІ, ніж в наукових колах та стосуються, в основному, природи, причин та наслідків глобального потепління. Найбільше суперечок навколо причин підвищення глобальної середньої температури повітря, особливо з середини 20-го століття, чи є це потепління безпрецедентним або в межах нормальних кліматичних змін, чи саме людство стало основною причиною змін, або це підвищення повністю чи частково відбулося внаслідок неправдивих та неточних вимірювань. Багато суперечок виникає стосовно оцінок чутливості клімату, прогнозів щодо подальшого потепління, та якими будуть наслідки глобального потепління.
У 1990—1997 рр. в США консервативно налаштовані кола об'єднались задля руйнації правомірності глобального потепління, як соціальної проблеми. Вони поставили під сумніви наукові дані, стверджуючи при цьому, що глобальне потепління матиме переваги, та те, що запропоновані рішення принесуть більше шкоди, ніж користі.
Деякі люди відхиляють аспекти науки про зміну клімату Такі організації, як Лібертаріанський Інститут Конкурентного Підприємництва, консервативно налаштовані коментатори, та інші компанії, такі, як ExxonMobil, поставили під сумнів сценарії зміни клімату МГЕЗК, фінансуючи вчених, які не згодні з науковим консенсусом, та впроваджуючи свої власні прогнози щодо економічних витрат, які були більш детально контрольовані Деякі паливні компанії зменшили свої зусилля в останні роки, або підтримали політику скорочення глобального потепління.

#### Опитування громадської думки
Дослідники з Мічиганського університету виявили, що думка громадськості щодо причин глобального потепління залежить від формулювання питань, які використовуються в опитуваннях.
У 2007—2008 роках Інститутом Геллапа було проведено соціологічні опитування в 127 країнах. Більше третини населення світу не знало про глобальне потепління, більшість з яких з країн, що розвиваються, а найменш обізнані — в Африці. Найбільш обізнані про те, що зміна температури відбувається внаслідок діяльності людини, живуть в Латинській Америці, тоді як в Африці, в деяких країнах Азії та Близького Сходу, та кількох країнах колишнього Радянського Союзу надають перевагу іншій думці.
Думки щодо причин та якою має бути реакція в Європі та Сполучених Штатах протилежні. Нік Піджеон з Кардіффського університету заявив, що «дослідження показують різні ступені залучення в проблему глобального потепління по обидві сторони Атлантики», додавши, що «в Європі проводяться дискусії про те, яких заходів треба вжити, в той час, як багато хто в США до цих пір сперечається чи взагалі відбувається зміна клімату». Опитування, що було проведено Бюро Національної Статистики в 2010 році, показало, що 75 % респондентів у Великій Британії принаймні «достатньо переконані», що світовий клімат змінюється, в порівнянні з 87 % в аналогічному опитуванні в 2006 році. Опитування, яке було проведено компанією ICM в січні 2011 року у Великій Британії, показало, що 83 % респондентів розглядають зміну клімату як неминучу загрозу, у той час як 14 % сказали, що не бачать ніякої загрози. За час з попереднього опитування, проведеного в серпні 2009 року, думка на те ж питання не змінилась, хоча відбулась деяка поляризація протилежних думок.
До 2010 року, в 111 країнах, в яких проводились опитування, Інститутом Ґеллапа визначено значне зменшення кількості американців та європейців, які розглядають глобальне потепління, як серйозну загрозу. У США трохи більше половини населення (53 %) наразі розглядають потепління, як серйозне занепокоєння для себе та своїх сімей, це на 10 % нижче, ніж в опитуванні 2008 року (63 %). Найбільше занепокоєні в Латинській Америці, де 73 % розглядають всесвітнє потепління, як серйозну загрозу для їх сімей. Опитування по всьому світу також показало, що люди більш схильні вважати причиною глобального потепління людську активність, ніж природні фактори, за винятком США, де майже половина (47 %) населення пояснює глобальне потепління природними чинниками.
У березні — травні 2013 року Дослідницьким центром П'ю було проведене опитування в 39 країнах щодо глобальних загроз. 54 % респондентів поставили на перше місце загрози, які тягне за собою глобальне потепління. У січневому дослідженні Pew з'ясувало, що 69 % американців заявляють про вагомі докази підвищення середньої температури Землі на 6 пунктів з листопада 2011 року та 12 пунктів з 2009 року за останні десятиліття.

## Походження термінів
Термін «глобальне потепління», швидше за все, вперше було використано в його сучасному сенсі 8 серпня 1975 року в науковій роботі Уоллі Брокера «Невже ми на межі явного глобального потепління?», опублікованій в журналі Science. Вибір слів Брокером був новим та визнавав той факт, що клімат теплішає; попереднє формулювання, яке використовували науковці, звучало як «випадкове змінення клімату», тому що хоча було визнано, що людство може впливати на клімат, ніхто не був впевненим, в якому напрямку відбуватимуться зміни. Національною науковою радою США вперше було використано термін «глобальне потепління» 1979 року в науковій роботі «Доповідь Черні», в якій заявлялось, що «якщо кількість вуглекислого газу збільшуватиметься, не знайдеться жодних підстав сумніватися в тому, що клімат зміниться, і жодних причин вірити, що ці зміни будуть незначними». У доповіді відзначається різниця між визначеннями глобального потепління, як зміни температури поверхні, та зміни клімату, яка відбиває також, інші зміни викликані збільшенням кількості вуглекислого газу.
Термін «глобальне потепління» став популярним після 1988 року, коли кліматолог NASA Джеймс Гансен використав його у власній заяві в Конгресі. Він сказав: «Глобальне потепління досягло такого рівня, що ми можемо з впевненістю визначити причинно-наслідковий зв'язок між парниковим ефектом та потеплінням». Його заява широко висвітлювалась, після чого судження «глобальне потепління», стали широко використовувати в пресі та в суспільних обговореннях.

### Звіти та доповіді
- Сторінка всіх доповідей IPCC з пресс-конференції [Архівовано 4 квітня 2022 у Wayback Machine.] 4 квітня 2022 року (англ.). Изменение климата 2007. Обобщающий доклад Межправительственной группы экспертов по изменению климата, на русском
- Кокорин А. О., Кураев С.Н. Обзор доклада Николаса Стерна «Экономика изменения климата». WWF, GOF. — М.: WWF России, 2007 [Архівовано 28 липня 2011 у Wayback Machine.]
- Копенгагенский диагноз 2009. Обзор последних новостей науки о климате, на русском. — UNSW, Sydney, Australia [Архівовано 17 лютого 2010 у Wayback Machine.]